# BIM
BIM (do inglês Building Information Modeling; em português, 'modelagem de informações da construção' ou 'modelagem de informações para a construção') é um conjunto de informações geradas e mantidas durante todo o ciclo de vida de uma edificação.
É um modelo virtual, que não é constituído apenas de geometria e texturas para efeito de visualização. Trata-se de uma construção virtual equivalente a uma edificação real, possuindo assim, muitos detalhes no tocante a composição dos materiais de cada elemento, como portas, janelas, etc. Isso permite simular a edificação e entender seu comportamento antes de sua construção real ter sido iniciada. O modelo BIM pode ser utilizado para visualização tridimensional, para auxiliar nas decisões de projeto e comparar as várias alternativas de design e a “vender” seu design para o cliente.
Quanto as alternativas de gerenciamento, já que todos os dados são armazenados dentro de um arquivo “BIM”, cada modificação na modelagem da edificação será automaticamente replicada em cada vista, como plantas, seções e elevações. Isso não só ajuda a documentar o projeto de forma mais rápida, mas também proporciona maior segurança e qualidade com a coordenação automática de todas as vistas. Quanto a simulação da edificação, modelos BIM contém mais do que apenas dados de arquitetura. Informações a respeito das demais disciplinas da engenharia, informações de sustentabilidade, e outras características podem ser facilmente simuladas bem antes da construção real.
Quanto ao gerenciamento de dados, contém informações que não são representadas visivelmente, por exemplo: Informações de cronograma elucidam a quantidade necessária de operários, coordenação dentre outros fatores que podem influenciar na programação do cronograma final. O custo também faz parte do BIM e permite ver e estimar o valor que o projeto possa ter em qualquer etapa durante o projeto. Nem é necessário dizer que os dados do modelo BIM não são somente úteis durante o processo de design e construção do projeto da edificação, mas podem ser utilizados durante todo o ciclo de vida da edificação, ajudando a reduzir o custo operacional e de gerenciamento que é significativamente maior do que o custo total da construção.
Há várias teorias sobre a origem do termo BIM. O Professor Charles M. Eastman do Instituto de Tecnologia da Georgia criou o conceito de modelagem de informação, mas não o termo em si, que foi primeiramente citado em um artigo de van Nederveen et al. em 1993. Entretanto em 2003 foi citado em artigo pela Autodesk  para descrever 4D-BIM[carece de fontes?], orientado ao objeto, AEC-específica CAD.
Essa teoria é baseada tendo em vista que o termo Building Information Model é basicamente o mesmo que Building Product Model, a qual o professor Eastman tem usado extensivamente em seus livros e documentos desde finais dos anos 1970. ('Product model' significa 'informação de modelo' na engenharia.) No entanto, o termo foi popularizado por Jerry Laiserin como nome comum para uma representação digital do processo de construção para facilitar o intercâmbio e a interoperabilidade de informação em formato digital. De acordo com ele e outros, a primeira aplicação do BIM estava sob o conceito de Edifício Virtual do ARCHICAD Graphisoft da Nemetschek, na sua estreia em 1987.

## Definição
O BIM abrange geometria, relações espaciais, informações geográficas, as quantidades e as propriedades construtivas de componentes (por exemplo, detalhes dos fabricantes). BIM pode ser utilizado para demonstrar todo o ciclo de vida da construção, incluindo os processos construtivos e fases de instalação.
O BIM pressupõe que quando o arquiteto modela o edifício virtual, utilizando ferramentas tridimensionais (Scia Engineer, Allplan, Autodesk AEC Collection - onde o Revit se inclui, Bentley AECOsim Building Designer, Acca Edificius, Archicad, VectorWorks, Tekla Structures, Cype, TecnoMETAL, ArCADia BIM entre outras), toda a informação necessária à representação gráfica (desenhos rigorosos), à análise construtiva, à quantificação de trabalhos e tempos de mão-de-obra, desde a fase inicial do empreendimento até a sua conclusão, ou até mesmo ao processo de desmontagem ao fim do ciclo de vida útil, se encontra no modelo.
Ou seja, a partir do momento em que se desenha uma peça arquitetônica, como por exemplo um pequeno edifício, constituído por quatro paredes, um telhado e uma laje de piso, toda a informação necessária para a sua validação e execução, se encontra automaticamente associada a cada um dos elementos.
Dentre os variados programas de modelação paramétrica, direcionados para o modelo arquitetônico, o Archicad é considerado um programa 5D, porque além da modelação 3D, permite igualmente a alimentação de dados à obra (e respectivo acompanhamento), em tempo real, bem como a quantificação de todo o processo e respectiva orçamentação. Permite também a conversão do modelo em diversos formatos, um dos quais é de domínio público e freeware: o formato IFC, que exporta todo o modelo e respectivos dados apensos, em formato txt.
A estrutura BIM não é aplicável unicamente à engenharia, mas também à arquitetura, considerando que esta atividade é precursora de muitos trabalhos de engenharia.
A par destes processos que são bastante conhecidos -
Devemos considerar, igualmente, uma nova tecnologia Generative Components, que permite o desenvolvimento do processo de projeto, estudando virtualmente, o conceito e a forma da peça arquitetônica.
Em 2017, o Presidente do Brasil, Michel Temer, assinou um decreto criando um comitê estratégico de Implantação da Tecnologia BIM no Brasil no âmbito federal e agora, em maio de 2018 agora ele lançará, em iniciativa desenhada durante um ano por grupo interministerial que reuniu sete pastas, a “estratégia nacional para disseminação do BIM”. Com isso, a expectativa, baseada em estudos contratados pela Agência Brasileira de Desenvolvimento Industrial (ABDI), é de aumento em 10% a produtividade do setor. E ainda de redução de custos que poderia chegar a 20%.

## Conceitos Genéricos
Os BIM são frequentemente vistos como a nova geração de ferramentas CAD. A necessidade de criar um modelo central representativo dos processos de construção, levou a que se percebesse a importância em abandonar a simples representação de elementos através de linhas, formas e texto, e se passasse a representar um modelo como uma associação de elementos individuais, através de uma modelação orientada por objetos. Para tal, os elementos passam a ser definidos, sendo-lhes atribuído significado semântico e associadas propriedades. São estabelecidas ligações que definem o modo de interação dos elementos entre si e com o modelo global. Os objetos são organizados numa estrutura racional dividida por especialidade e estratificada por nível de pormenorização.
Numa típica aplicação BIM a concepção do edifício é feita através da agregação dos elementos construtivos tanto em 2D como em 3D. Para cada elemento construtivo, por exemplo uma parede, é possível especificar não só os parâmetros geométricos como a espessura, o comprimento e a altura, como também outros parâmetros como o material da parede, as tramas de superfície, propriedades térmicas e acústicas, custos de material e custos de construção, entre outros, permitindo inclusive ao utilizador a introdução de parâmetros ao seu critério.
BIM é diferente de CAD 3D. Num BIM a informação encontra-se interligada por via de relações paramétricas o que significa que as alterações são processadas em tempo real em todo o modelo, evitando a propagação de erros e dinamizando os processos de atualização. A automatização da produção das peças automáticas de um projeto é uma das grandes bandeiras da modelação BIM, com as vistas a serem obtidas automaticamente a partir do modelo do edifício. Esta funcionalidade tira partido das relações paramétricas entre os elementos do modelo na medida em que permite trabalhar em qualquer uma das vistas sem a preocupação de ajustar as restantes. O modelo executa as alterações automaticamente. Por outro lado, sendo o utilizador a definir que vista pretende extrair, consegue-se retirar pormenores que de forma manual são demasiado complexos para desenhar.
Um BIM engloba várias especialidades da construção. Assim, as aplicações mais correntes permitem a concepção de modelos de arquitetura, modelos de estruturas e modelos de redes. Certas aplicações, como por exemplo o Autodesk Revit, separam os módulos por diferentes aplicações, no entanto, este tipo de sistemas vem preparado para sincronizar os vários modelos de modo a centralizar a informação e a permitir a sobreposição de projetos com vista à detecção de erros. No caso da Autodesk e para este efeito, existe uma outra aplicação, o NavisWorks, cuja função é a compatibilização de projetos e identificação de conflitos.
A compatibilização de modelos é uma das bandeiras do BIM, possibilitando uma , a compatibilização dos elementos, a identificação de erros e omissões, a produção de vistas e pormenores complexos e a extração de quantidades globais, no entanto, esta função obriga a requisitos de interoperabilidade entre sistemas. Interoperabilidade define-se como a capacidade de dois ou mais sistemas trocarem dados entre si e representa um dos mais fortes motivos para as derrapagens orçamentais, com estudos a apontarem valores na ordem dos bilhões de dólares gastos por ano. Atualmente, a adoção de ferramentas BIM ainda se encontra numa fase inicial, pelo que ainda não é possível identificar uma preferência clara dos utilizadores em nível de aplicação BIM, logo, os problemas de interoperabilidade subsistem. Nos últimos tempos, um formato, mais do que todos os outros, tem sobressaído consideravelmente no que diz respeito à interoperabilidade entre sistemas, o modelo IFC (Industry Foundation Classes). Desenvolvido pela buildingSMART, uma associação não lucrativa composta por profissionais ligados à construção, pretende-se que o modelo IFC funcione como a ponte de ligação entre aplicações BIM, operando não só como formato de interoperabilidade mas também como sistema de classificação para organizar e definir o modo de representação da informação da construção .

## O que não é BIM
Nem todos os modelos que representam construções em BIM, por exemplo, aqueles modelos que contêm somente dados visuais 3D (Maquetes 3D), sem atributos associados, ou aqueles que permitem alterações nas dimensões em uma exibição, mas não refletem automaticamente essas alterações em outras exibições. Esses exemplos não possuem os dados mencionados acima para apoio à construção, fabricação, orçamento e compras.

## BIM do 3D ao 8D

### Modelo Colaborativo
3D-BIM, gira em torno de um modelo de dados integrados a partir do qual as várias partes interessadas, tais como arquitetos, engenheiros, construtores, fabricantes e proprietários de projeto podem extrair e gerar pontos de vista e informações de acordo com suas necessidades. Visualizações tridimensionais permitem aos participantes ver em tempo real as modificações feitas em uma parte do projeto, serem modificadas automaticamente nas outras partes.O “BIM” 3D ajuda os participantes a gerenciar sua colaboração multidisciplinar de forma mais eficaz na modelagem e análise de problemas espaciais e estruturais complexos. Além disso, cada ponto do modelo virtual possui uma informação parametrizada, de forma, que podemos prever a durabilidade de todos os componentes durante todo o ciclo de vida da edificação.
'Benefícios'
Melhoria da visualização do projeto e da comunicação da intenção do projeto.
Melhoria da colaboração multidisciplinar.
Redução do retrabalho

### Agendamento
O 4D-BIM é usado para atividades relacionadas com planejamento local de construção. A quarta dimensão do BIM permite que os participantes gerenciem e visualizem o progresso de suas atividades durante todo o ciclo de vida do projeto. A utilização da tecnologia 4D-BIM pode resultar em melhor controle sobre a detecção de conflitos ou sobre a complexidade das mudanças que ocorrem durante o curso de um projeto de construção. 4D BIM fornece métodos para gerenciar e visualizar informações de status da construção, alterar impactos, bem como apoiar a comunicação em várias situações, como informar a equipe de construção ou advertência sobre os riscos.
'Benefícios'
Integração BIM com modelos de simulação 4D CAD, trazendo benefícios aos participantes em termos de otimização de planejamento.
Construtores e fabricantes podem otimizar as suas atividades de construção e coordenação de equipe.

### Estimando
O 5D-BIM é usado para a composição de orçamento e análise de custo das atividades relacionadas. A quinta dimensão de BIM associada com 3D e 4D (Tempo) permite aos participantes visualizarem o andamento de suas atividades e também os custos relacionados com o tempo. A utilização da tecnologia 5D-BIM pode resultar em uma maior precisão e previsibilidade de orçamentos, mudanças de escopo do projeto e dos materiais, equipamentos ou mudanças de mão de obra. O 5D BIM fornece métodos para gerenciar e analisar os custos, para a avaliação de cenários e dos impactos das mudanças.
'Benefícios'
Integração BIM com modelos de simulação 5D CAD, permitindo o desenvolvimento de construções sustentáveis mais eficientes e rentáveis.

### Sustentabilidade
O 6D-BIM ajuda a realizar análises sobre o consumo de energia. A utilização da tecnologia 6D-BIM pode resultar em estimativas de energia mais completas e precisas no início do processo de projeto. Também, permite a medição e verificação durante a construção e melhores processos de escolha de instalações de alto desempenho. É nesta etapa que podemos associar o BIM com o Green Building, chamado por alguns autores de Green BIM. Dessa forma, é fácil ver que os dois conceitos conversam entre si.
'Benefícios'
Integração BIM com modelos de simulação 6D, levando a uma redução global no consumo de energia.

### Manutenção
O 7D-BIM é utilizado pelos gestores na operação e manutenção das instalações durante todo o seu ciclo de vida. A sétima dimensão do BIM permite que os participantes gerenciem e sigam dados de ativos relevantes, tais como status do componente, especificações, manutenção / manuais de operação, datas de garantias, etc. A utilização da tecnologia 7D-BIM pode resultar em uma substituição mais fácil e rápida de peças, cumprindo e otimizado uma gestão racionalizada do ciclo de vida de ativos ao longo do tempo. O 7D BIM possibilita o gerenciamento de subcontratante / fornecedor, facilitando a manutenção durante todo o ciclo de vida da construção. Nesta etapa, ainda não muito usada no Brasil, é que se enquadra nova norma de desempenho para edificações, a NBR 15575.
'Benefícios'
Integração BIM com modelos de simulação 7D CAD, otimizando a gestão de ativos desde a concepção à demolição.

### Segurança e Saúde Ocupacional
O 8D-BIM, talvez a última, mas não menos importante, as referências às oito dimensões (8D BIM) sobre segurança e saúde ocupacional, em todo o ciclo de vida dos projetos de construção, atraindo por isso a atenção de todos os intervenientes desde a concepção e projeto, passando pela etapa de construção, exploração e manutenção, terminando na demolição do edificado .